# Sara Wood
Sara Wood (n. 1941 en Inglaterra), fue una popular escritora británica de 49 novelas románticas de Mills & Boon desde 1986 a 2004.

## Biografía
Sara Wood nació en 1941 Inglaterra en una familia pobre. Fue una buena estudiante, pero cuando tenía 16 años decidió tomar un curso de secretariado. 
Casada a los 21 años, tuvo su primer hijo, Richie, a los 22, y otros tres niños años más tarde. Sara no era feliz en su matrimonio y, finalmente, decidió divorciarse y comenzar de nuevo. Obtuvo un empleo de profesora y conoció a su actual marido. 
Cuando vio a Charlotte Lamb en un programa de televisión se decidió a escribir. Así publicó su primera novela en 1986. 
Ahora, Sara y su esposo son abuelos y viven en Sussex.

### Novelas
- Perfumes of Arabia (1986)
- Passion's Daughter (1986)
- Pure Temptation (1987)
- Wicked Invader (1987)
- The Count's Vendetta (1988)
- Savage Hunger (1988)
- No Gentle Loving (1988)
- Tender Persuasion (1988)
- Love Not Dishonour (1989)
- Master of Cashel (1989)
- Threat of Possession (1989)
- Desert Hostage (1990)
- Nights of Destiny (1990)
- Sicilian Vengeance (1990)
- Cloak of Darkness (1991)
- Dark Forces (1992)
- Southern Passions (1993)
- Mask of Deception (1993)
- Shades of Sin (1993)
- The Vengeful Groom (1994)
- The Dark Edge of Love (1994)
- In the Heat of Passion (1994)
- Tangled Destinies (1994)
- Unchained Destinies (1994)
- Threads of Destiny (1994)
- Love or Something Else (1995)
- Second-Best Bride (1995)
- A Forbidden Seduction (1995)
- White Lies (1996)
- Scarlet Lady (1996)
- Amber's Wedding (1996)
- The Seduction Trap (1997)
- Temporary Parents (1998)
- Expectant Mistress (1998)
- A Husband's Vendetta (1999)
- The Impatient Groom (1999)
- The Innocent Mistress (1999)
- A Spanish Revenge (2000)
- Morgan's Secret Son (2001)
- The Kyriakis Baby (2001)
- The Unexpected Mistress (2001)
- For the Babies' Sakes (2002)
- The Italian's Demand (2002)
- Husband by Arrangement (2003)
- In the Billionaire's Bed (2003)
- A Convenient Wife (2003)
- The Greek Millionaire's Marriage (2004)
- A Passionate Revenge (2004)
- The Italian Count's Command (2004)

### Antologías en colaboración
- Her Greek Millionaire (2005) (con Helen Bianchin y Helen Brooks)
- Billionaire Grooms (2006) (con Emma Darcy y Leigh Michaels)
- Twins Come Too! (2006) (con Jessica Hart y Marion Lennox)
- Escape to Italian Idylls (2006) (con Diana Hamilton)
- The Sweetest Revenge (2007) (con Anne Mather y Susan Stephens)
- Sinful Secrets (2007) (con Catherine George y Mirya Lee)